# FK Tuzla City
Der FK Tuzla City (bis 2018 FK Sloga Simin Han) ist ein bosnischer Fußballverein aus Simin Han.

## Geschichte
Der Verein wurde im Jahr 1955 unter dem Namen „FK Sloga Simin Han“ gegründet. In den Saisons 2014/15 und 2015/16 waren sie zweimal Meister der drittklassigen Druga Liga FBiH. Der Aufstieg in die 2. Liga erfolgte jedoch erst beim zweiten Mal, da der FK Sloga beim ersten Mal die Standards für die Prva Liga FBiH nicht erfüllte.
2018 gelang dem Verein der Meistertitel in der zweiten Liga und somit der Aufstieg in die erstklassige Premijer Liga. Kurz darauf änderte der Verein seinen Namen in „FK Tuzla City“. In der Saison 2021/22 geling es dem Klub Vizemeister in der Premijer Liga zu werden und somit sicherte sich der Verein einen Platz für die Qualifikationen für die Europa Conference League. Dort schlug man in der 1. Qualifikationsrunde SP Tre Penne aus San Marino, schied aber dann gegen die Niederländer von  AZ Alkmaar aus.

## Europapokalbilanz
| Saison  | Wettbewerb                    | Runde                  | Gegner       | Gesamt | Hin     | Rück    |
| ------- | ----------------------------- | ---------------------- | ------------ | ------ | ------- | ------- |
| 2022/23 | UEFA Europa Conference League | 1. Qualifikationsrunde | SP Tre Penne | 8:0    | 2:0 (A) | 6:0 (H) |
| 2022/23 | UEFA Europa Conference League | 2. Qualifikationsrunde | AZ Alkmaar   | 0:5    | 0:1 (A) | 0:4 (H) |

Gesamtbilanz: 4 Spiele, 2 Siege, 2 Niederlagen, 8:5 Tore (Tordifferenz +3)